# Blood Strangers
Blood Strangers (alternatieve titel: Bloodstrangers) is een tweedelig Brits misdaad-drama. Het werd geproduceerd in 2002 met Jon Jones als regisseur en Gwyneth Hughes als scenarist.

## Plot
Lin Beresford (gespeeld door Caroline Quentin) woont met haar twee kinderen in een Engels stadje. Als ze hoort dat haar dochter dood gevonden is in de buurt van haar woning is ze ontroostbaar. Niets is erger dan de dood van je kind. Maar als dan blijkt dat haar dochter met een loverboy omging en als prostituee werkte, is zij volledig van de kaart. Ze gaat onderzoeken hoe de moord heeft kunnen plaatsvinden. Haar relatie met DC David Ingram (een rol van Paul McGann) leidt tot spanningen en haar onderzoek wordt door de politie niet in dank afgenomen.